# Palo Labrado
Palo Labrado är en ort i Argentina.   Den ligger i provinsen Catamarca, i den norra delen av landet, 1 000 km nordväst om huvudstaden Buenos Aires. Palo Labrado ligger 749 meter över havet och antalet invånare är 184.
Terrängen runt Palo Labrado är varierad. Närmaste större samhälle är La Carrera, 8,7 km väster om Palo Labrado.
I omgivningarna runt Palo Labrado växer i huvudsak lövfällande lövskog. Runt Palo Labrado är det mycket glesbefolkat, med 3 invånare per kvadratkilometer.